# Simulium octospicae
Simulium octospicae är en tvåvingeart som beskrevs av Gibbins 1937. Simulium octospicae ingår i släktet Simulium och familjen knott.
Artens utbredningsområde är Uganda. Inga underarter finns listade i Catalogue of Life.